# Creagrutus britskii
Creagrutus britskii és un peix de la família dels caràcids i de l'ordre dels caraciformes.

## Morfologia
- Els adults poden assolir 5,3 cm de llargària total.[4]

## Hàbitat
Viu en zones de clima tropical.

## Distribució geogràfica
Es troba a Sud-amèrica: conca del riu Tocantins.